# Россландский бог

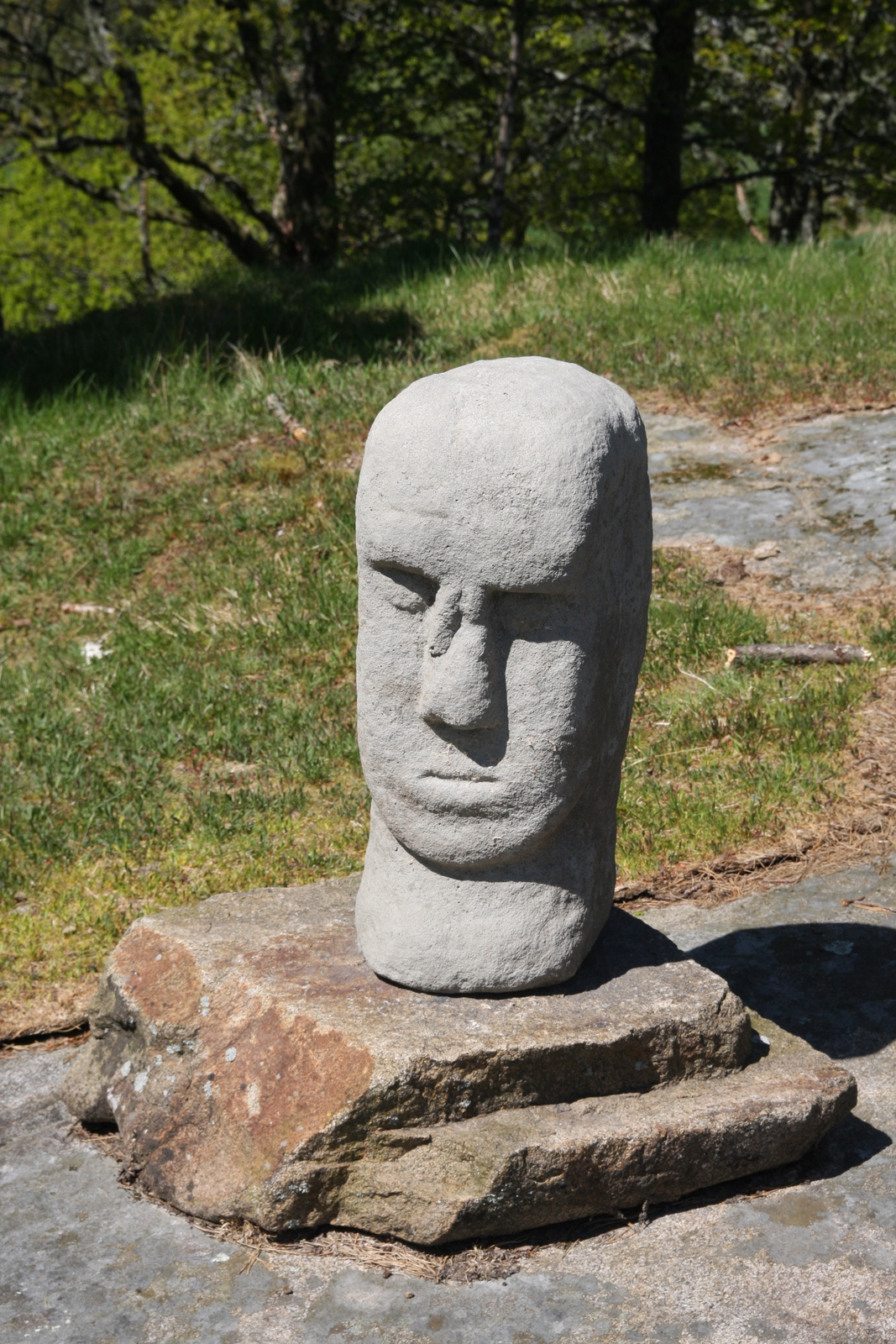
Россландский бог

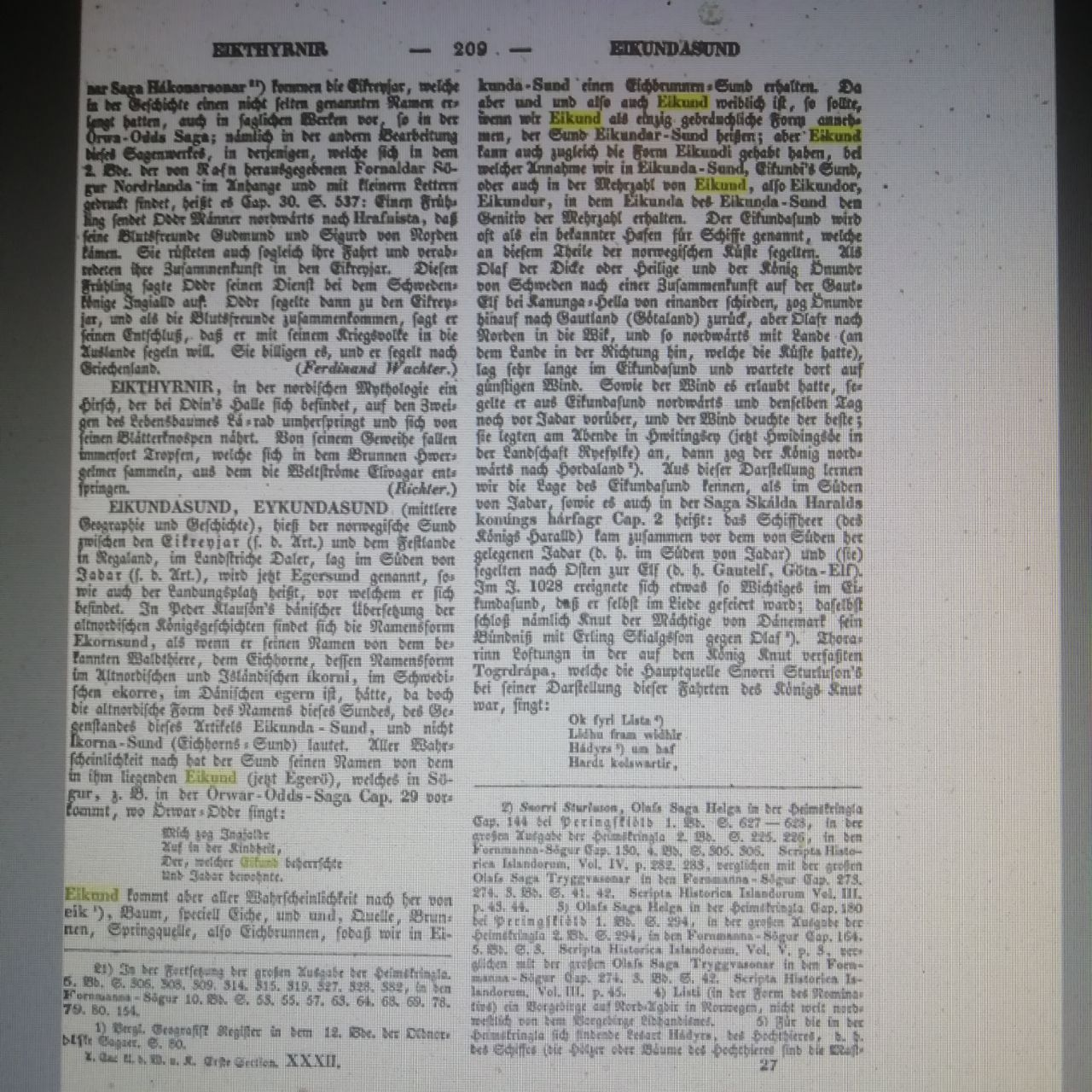
Общая энциклопедия наук и искусств, изданная авторами Й.С. Эршем и Й.Г. Грубером в 1838 году.

Россландский бог (норв. Rosslandsguden) представляет собой каменную голову высотой 61 см из местного лабрадорита, найденную в начале 18 века в стене в Россланде недалеко от Эгерсунна в норвежском Ругаланне, в древности населённом Ругами. Россландский бог — единственный в своем роде в Норвегии. Сегодня он находится в Народном музее Далане в Эгерсунне. Реплика находится в Россланде. Были споры о том, является ли голова подделкой. Археологи пришли к выводу, что он, вероятно, подлинный и датируется железным веком. Россланд богат археологическими находками, которые вместе с местными географическими названиями свидетельствуют о существовании центра культа плодородия в Россланде в железном веке. Считается, что Россландский бог был связан с этим культом. Его нос был поврежден, вероятно, чтобы сделать его «безобидным». Найденные поблизости каменные корыта могли служить ритуальным целям. Название Россланд является производным от древнескандинавского слова, обозначающего лошадь «Hross», и дословно переводится как земля лошадей. Некоторые учёные предполагают, что в Россланде кони приносились ругами в жертву богам. Согласно исландским историкам, кровь лошадей собиралась в жертвенные сосуды и использовалась для окрашивания алтаря. Возможно, именно в Россланде находились жрицы, предсказывавшие судьбу, и с этим местом связана легенда о неизбежной смерти от коня, ставшей основой для легенды о Вещем Олеге и Саги об Одде Стреле. Сага об Одде Стреле (исл. Örvar-Odds saga, др.-сканд. Ǫrvar Odds saga) — одна из исландских «саг о древних временах», созданная предположительно в XIII веке. В ней приводится рассказ о смерти её героя, во многом схожий с летописным рассказом о смерти русского князя Вещего Олега от укуса змеи на могиле его любимого коня. Родина Одда Стрелы находится в норвежской провинции Ругаланн. Уже в начале 19 века историки, литературоведы и географы предполагали, что судьба Одда Стрелы связана с норвежским Ругаланном. Информацию об этом можно найти в Общей энциклопедии наук и искусств, составленной и изданной Й.С. Эршем и Й.Г. Грубером в 1838 году . Однако, со временем об этой информации было забыто. Согласно саге Одд Стрела родился и вырос в поселение Берурьодер, Это поселение до сих пор существует в Ругаланне. Его официальное название в настоящий момент Берглуд (Berglyd). Культовый центр Россланд находился на расстоянии не более трёх километров от Берурьода, что является основанием для предположения о существующей взаимосвязи между сагой об Одде Стреле и языческими верованиями в Руголанне и непосредственно в Россланде.

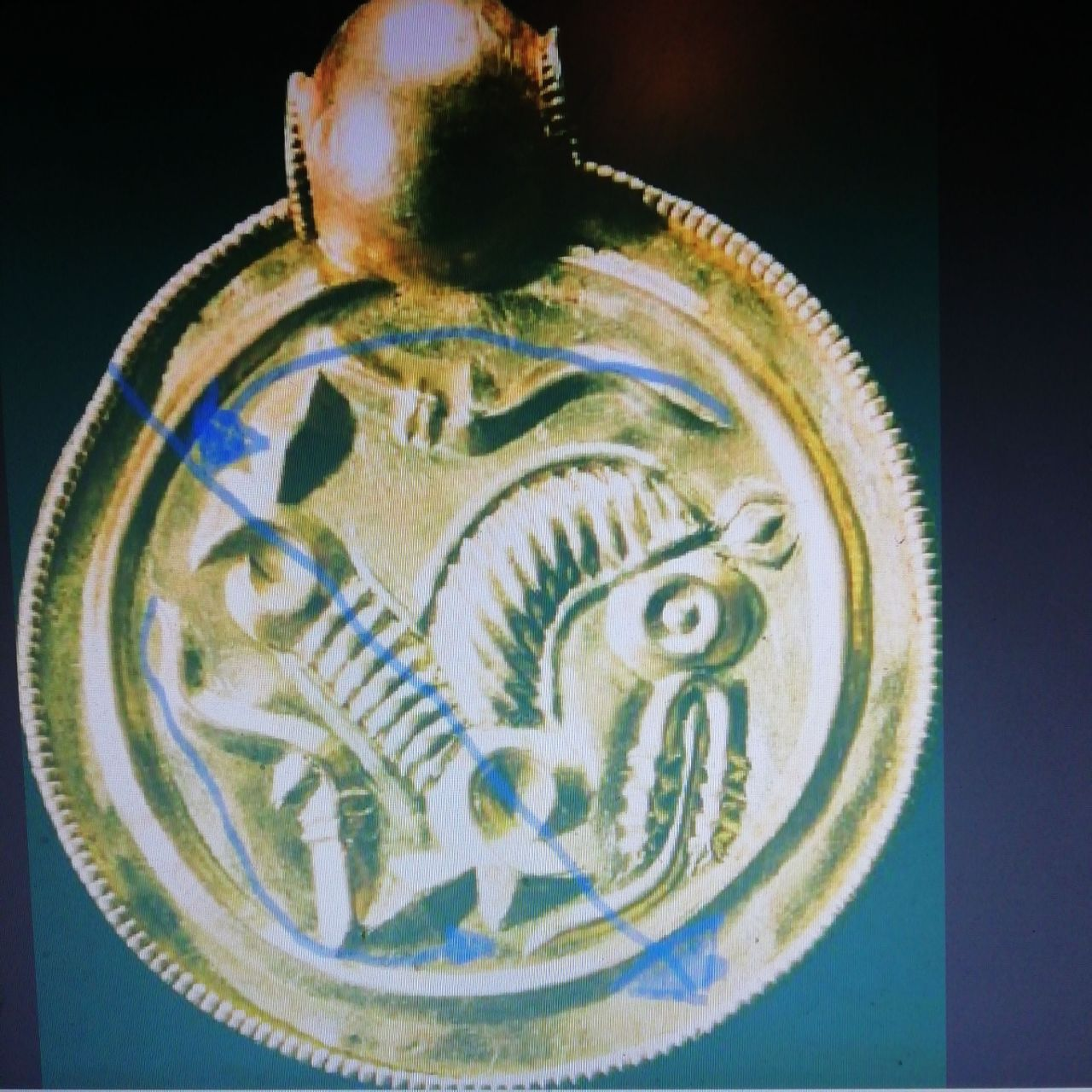
Подвеска, найденная на острове Реннесёй в Ругаланне с направлениями векторов движения коня и змей

Об огромном значении культа поклонения священному коню в религиозных верованиях раннесредневекового населения Ругаланна свидетельствует совсем недавно найденный клад  на острове Реннесёй неподалёку от города Ставангер, являющегся административным центром провинции Ругаланн. Найденные сокровища относятся к 6 веку нашей эры. Он состоит из девяти подвесок, в центре которых выгравирован cимвол в виде коня, а также десяти золотых буcин и трёх колец. Часто на подобных подвесках изображали скандинавских богов, включая бога Одина. Однако мотив, представленный на обнаруженных в Ругаланне подвесках, отличает их от всех ранее найденных. Обычно скандинавские золотые амулеты изображали бога Одина в сцене из скандинавской мифологии, в которой он исцеляет коня своего сына Бальдeра. Этот миф рассматривался как символ обновления и воскрешения, приносящий носителю украшения защиту и хорошее здоровье. Однако, на обнаруженных на острове Реннесёй подвесках отображен только больной конь - без Одина. Эта находка свидетельствует о том, что население Ругаланна длительное время не признавало Одина верховным божеством. Изображение на этой золотой подвеске можно также интерпретировать как модель космологических представлений ругов о солнце: Конь и две змеи, одна сверху, а другая снизу упирающиеся в коня, находятся в круге, представляющем солнце. Конь мчится с огромной скоростью. Поэтому у него вывалился язык, а змеи заставляют его вращаться вокруг своей оси.
Культ коня ставит Норвежский Ругаланн в один ряд со всеми регионами балтийского побережья, которые когда-либо были заселяны ругами. В этих регионах долго сохранялся обычай гадать по поведению священного коня при принятии важных решений. Подобный обычай был распространен среди руян с острова Рюген и полабских славян (поморян), проживавших в районе современного Щецина, на территориях, где раньше обитали руги, а также среди ливов, которые жили в окрестностях современной Риги (гидроним "Рига", от которого происходит название столицы Латвии, по одной из версий, происходит от названия балтийского острова Рюген и ругов, которые когда-то жили там и позже мигрировали в район нынешней Риги). Также этот обычай был зафиксирован отечественными этнографами среди русских.